# PCHL 1928/29
Die Saison 1928/29 war die erste reguläre Saison der Pacific Coast Hockey League (PCHL). Meister wurden die Vancouver Lions.

## Modus
Während der regulären Saison bestritten die vier Teams der Liga jeweils 36 Spiele. Für einen Sieg erhielt jede Mannschaft zwei Punkte, bei einem Unentschieden gab es ein Punkt und bei einer Niederlage null Punkte.

## Reguläre Saison
Legende: GP = Spiele, W = Siege, L = Niederlagen, T = Unentschieden, GF = Erzielte Tore, GA = Gegentore, Pts = Punkte
|                    | GP | W  | L  | T | GF | GA | Pts |
| ------------------ | -- | -- | -- | - | -- | -- | --- |
| Vancouver Lions    | 36 | 25 | 8  | 3 | 87 | 54 | 54  |
| Seattle Eskimos    | 36 | 17 | 17 | 2 | 75 | 76 | 36  |
| Portland Buckaroos | 36 | 14 | 17 | 5 | 66 | 71 | 33  |
| Victoria Cubs      | 36 | 8  | 22 | 6 | 60 | 87 | 22  |